# Владимир Смирнов
Владимир Смирнов — Волођа, Влада Рус (Ташкент, 21. јун 1899 — Београд, 6. децембар 1985) био је учесник Народноослободилачке борбе, инжењер и генерал-потпуковник ЈНА.

## Биографија
Рођен је 21. јуна 1899. године у Ташкенту (тада у саставу Руске Империје, а данас главни град Узбекистана). У Ташкенту је завршио основну школу и гимназију. Студије је започео у Петрограду, али је после Октобарске револуције, 1921. године, његова породица избегла из Совјетске Русије и дошла у Београд.
Владимир је 1923. године у Београду завршио Технички факултет и у годинама до почетка Другог светског рата, као инжењер је радио на изградњи железничких пруга и на изградњи трезора Народне банке Краљевине Југославије у Ужицу.
Учесник је Народноослободилачке борбе од 1941, а члан Комунистичке партије Југославије (КПЈ) од 1942. године. Марта 1942. године је укључен у састав Врховног штаба НОП и ДВЈ и постављен за начелника Техничког одељења. Обављајући ову функцију, заједно са својим помоћницима, инг. Живадином Ђорђевићем Живом (1909—1990) из Крагујевца, инг. Драгославом Јовановићем из Чачка и инг. Десом Јовановић из Трстеника, као и својим „инжињерцима“ (борци Треће (пионирске) чете Пратећег батаљона Врховног штаба, која је касније прерасла у Пионирски батаљон Врховног штаба) обављао је многе сложене задатке, од којих се истичу: 
- оспособљавање за рад партизанске фабрике оружја у ослобођеном Ужицу септембра 1941. године,
- рушење моста на реци Тари, недалеко од села Ђурђевића Таре, 15. маја 1942. године,
- рушење четири моста на Неретви и једног на Рами, као и изградња пешачког моста поред срушеног моста код Јабланице, крајем фебруара и почетком марта 1943. године током Четврте непријатељске офанзиве (Битка на Неретви),
- обнова и уређење зграде Дома културе у Јајцу, у којој је 29. новембра 1943. године одржано Друго заседање АВНОЈ-а,
- изградња бараке и склоништа, у којем је боравио Јосип Броз Тито, током свог боравка у Јајцу, од августа 1943. до јануара 1944. године,
- изградња бараке у пећини у Дрвару, у којој је боравио Врховни штаб НОВ и ПОЈ, током боравка у Дрвару (у овој бараци налазио се Јосип Броз Тито током немачког десанта на Дрвар),
- изградња бараке у пећини у селу Бастаси, код Дрвару, у којој је боравио Јосип Броз Тито
- уређење и изградња мини централе за осветљење Фабрике целулозе у Дрвару, у којој је одржан Други конгрес УСАОЈ-а, маја 1944. године.

После ослобођења Југославије, наставио је професионалну каријеру у Југословенској народној армији (ЈНА) и налазио се на дужностима: 
- команданта Инжињерије Југословенске армије
- начелника Грађевинске управе Југословенске армије
- главног инжењера Управе за војно и грађевинарство
- заменика начелника Грађевинске управе ЈНА

Пензионисан је 1960. године у чину генерал-потпуковника ЈНА.
Године 1972. у Београду је објавио књигу „Инжењерске ратне приче“, док је 1967. у коауторству са Петром Клеутом, Иваном Мирковићем и Даницом Јакшић издао „Руско-српскохрватски војни речник“.
Умро је 6. децембра 1985. године у Београду и сахрањен је у Алеји заслужних грађана на Новом гробљу у Београду.
Носилац је Партизанске споменице 1941. и других југословенских одликовања, међу којима су Орден заслуга за народ првог реда и Орден братства и јединства првог реда.
Владимир Смирнов послужио је сценаристима филма „Битка на Неретви“ — Стевану и Вељку Булајићу, као инспирација за лик минера Владе, кога је у филму глумио познати амерички глумац, руског порекла — Јул Бринер.